# Vielehe

Vielehe legal
Vielehe nur in manchen Regionen legal (Indonesien)
Vielehe nur für Muslime legal
Vielehe illegal, aber nicht strafbar
Vielehe strafbar
Rechtsstatus unbekannt

Vielehigkeit bzw. Vielehe, auch Mehrehe oder Polygamie (altgriechisch πολύς polýs „viel“ und γάμος gámos „Ehe“), bezeichnet das Führen mehrerer Ehen gleichzeitig. Rechtlich möglich ist sie heutzutage nur in Teilen von Asien und Afrika.
Polygamie wird wiederum unterschieden in Polygynie (Vielweiberei: ein Mann, mehrere Ehefrauen), Polyandrie (Vielmännerei: eine Frau, mehrere Ehemänner) sowie Polygynandrie (Gruppenehe) und weitere Eheformen, bei denen mehrere Frauen und mehrere Männer beteiligt sind. Während die Polyandrie (mehrere Ehemänner) besonders in ursprünglichen Ackerbaukulturen verbreitet ist, findet sich Polygynie (mehrere Ehefrauen) vorrangig in Kulturen mit ursprünglich viehzüchterischem Hintergrund. Voraussetzung war in beiden Fällen, dass eine Person in der Rolle als Familienernährer(in) mehrere Ehepartner(innen) wirtschaftlich absichern kann.
Das Gegenteil der Polygamie ist die Monogamie (zu der auch die offene Ehe gehört). Beide Begriffe existieren auch in der Verhaltensbiologie sowie der Sexualwissenschaft als Bezeichnung für das Sexualverhalten bzw. die Sexualpräferenzen von Tieren bzw. Menschen (siehe den Artikel Monogamie). Analog zur monogamen Ehe muss aber auch die polygame Ehe nicht auf polygamer Sexualität der jeweiligen Ehepartner basieren. Und ebenso wie eine Einehe nicht auf einer einvernehmlichen Liebesbeziehung basieren muss, muss auch eine Vielehe auf keiner Liebesbeziehung oder gar auf Polyamorie basieren.

## Polygamie in den Regionen der Welt

### Polygamie in der westlichen Welt
In der westlichen Welt sind polygame Zivilehen unzulässig. Privat und einvernehmlich können aber in offen gelebten Ehen sexuelle Verhältnisse zu mehreren Menschen oder in einer polyamoren Lebensform auch Liebesverhältnisse zu mehreren Partnern geführt werden.

#### Polygamie in Deutschland
Die Bigamie, also das Eingehen einer zweiten Ehe zusätzlich zu einer bestehenden, ist in Deutschland gemäß § 1306 BGB unzulässig und wird mit Freiheitsstrafe bis zu drei Jahren oder Geldstrafe bestraft (siehe § 172 StGB). Das gesetzliche Verbot der Mehrehe verhindert jedoch nicht ohne weiteres die Wirksamkeit tatsächlich erfolgter weiterer Eheschließungen; so ist selbst eine in Deutschland geschlossene Zweitehe (z. B. wenn der Standesbeamte die erste Ehe wegen Täuschung nicht erkannt hat) normalerweise wirksam und kann lediglich wieder aufgehoben werden. Praktisch relevant sind vor allem Fälle, in denen eine verheiratete Person im Ausland erneut heiratet oder eine Auslandsheirat in Deutschland vollständig verschwiegen und somit eine weitere Heirat ermöglicht wird.
Nur die Schließung einer weiteren Ehe ist strafbar, nicht die Führung der (im Ausland geschlossenen) weiteren Ehe. Das Ausländerrecht enthält dafür auch explizite Regelungen zum Ehegattennachzug. So bestimmt § 30 Abs. 4 Aufenthaltsgesetz, dass ein Nachzugsanspruch grundsätzlich zu einer Zeit nur für einen der Ehegatten bestehen kann. Dies schließt allerdings den Nachzug eines weiteren Ehegatten nicht aus, wenn die eheliche Lebensgemeinschaft zum zuerst nachgezogenen Ehegatten nicht mehr besteht (Getrenntleben). Der zuerst nachgezogene Ehegatte kann in diesen Fällen unter Umständen sein Aufenthaltsrecht verlieren, sofern er nicht bereits ein eigenständiges Aufenthaltsrecht erworben hat.
Am 29. Mai 2018 urteilte das Bundesverwaltungsgericht, dass eine im Ausland geschlossene Zweitehe einem Einbürgerungsanspruch gemäß § 10 StAG nicht entgegensteht. Behörden und Vorinstanzen hatten bis dahin die Ansicht vertreten, Mehrehen seien mit der freiheitlich-demokratischen Grundordnung nicht vereinbar. Das Bundesverwaltungsgericht hielt dem in seinem Urteil entgegen, das Prinzip der „bürgerlich-rechtlichen Einehe“ gehöre nicht zur freiheitlich-demokratischen Grundordnung, sondern sei vielmehr ein Bekenntnis zu Recht und Gesetz sowie den im Grundgesetz konkretisierten Menschenrechten. Dem Gesetzgeber stehe es jedoch frei, künftig eine „Einordnung in die deutschen Lebensverhältnisse“ wie bei der Ehegatten- bzw. Lebenspartnereinbürgerung gemäß § 9 StAG zur Voraussetzung zu machen. Dieses Urteil stellt eine signifikante Änderung in der Rechtsprechung dar und hat potenzielle Auswirkungen auf zukünftige Einbürgerungsfälle.
Am 27. Juni 2019 verschärfte die Bundesregierung durch Verabschiedung eines Gesetzentwurfes im Bundestag das deutsche Staatsangehörigkeitsgesetz, wonach eine Einbürgerung durch Behörden nicht erlaubt ist, sofern der Antragssteller in einer Viel- oder Mehrehe lebt.

Polygamie in Österreich

In Österreich stellt das Eingehen, nicht aber das Aufrechterhalten, von Doppel-/Mehrehen eine Straftat dar gemäß § 192 StGB:
„Wer eine neue Ehe schließt, obwohl er verheiratet ist, oder wer mit einer verheirateten Person eine Ehe schließt, ist mit Freiheitsstrafe bis zu drei Jahren zu bestrafen.“
Des Weiteren zählt Bigamie auch als Ehenichtigkeitsgrund gemäß §§ 20, 24 EheG. Dies gilt auch analog für Eingetragene Partnerschaften.

#### Polygamie in der Schweiz
Gemäß Schweizerischem Strafgesetzbuch ist Polygamie verboten. Art. 215 StGB wurde an das neue Institut der eingetragenen Partnerschaft angepasst und lautet nun:

„Wer eine Ehe schliesst oder eine Partnerschaft eintragen lässt, obwohl er verheiratet ist oder in eingetragener Partnerschaft lebt, wer mit einer Person, die verheiratet ist oder in eingetragener Partnerschaft lebt, die Ehe schliesst oder die Partnerschaft eintragen lässt, wird mit Freiheitsstrafe bis zu drei Jahren oder Geldstrafe bestraft.“

#### Polygamie im Vereinigten Königreich
Im Vereinigten Königreich gibt es Bigamie-Gesetze, die die Polygamie unterbinden sollen.

#### Polygamie in den Vereinigten Staaten von Amerika
In den Vereinigten Staaten ist die Polygamie verboten. In der Vergangenheit wurde sie jedoch vor allem von mormonischen Glaubensgemeinschaften praktiziert. 1890 verzichtete die Kirche Jesu Christi der Heiligen der Letzten Tage offiziell darauf, jedoch behielten einige die Praxis bei und bildeten in der Folge Sondergemeinschaften. Die meisten Polygamisten der USA wohnen unauffällig in abgelegenen ländlichen Orten vor allem in Utah und die Staatsanwaltschaften interessierten sich nicht weiter für sie. Beim einzigen Prozess innerhalb von 50 Jahren wurde 2001 ein bekennender polygamer Mormone mit fünf Ehefrauen und 29 Kindern zu fünf Jahren Haft und zur Rückzahlung von umgerechnet 110.000 EUR Sozialhilfe verurteilt.

### Polygamie in Ozeanien

#### Polygamie in Neuguinea
Unter der ursprünglichen Bevölkerung Neuguineas und der umliegenden Inseln existiert Polygamie sowohl in der Ausprägung Polygynie (Vielweiberei) als auch als Polyandrie (Vielmännerei). Das Thema wird gesellschaftlich kontrovers diskutiert und auch in Verbindung mit der Praxis des Brautpreises und der Ausbreitung sexuell übertragbarer Krankheiten gesetzt.

### Polygamie in Afrika

#### Polygamie in Eswatini
Im Königreich Eswatini im südlichen Afrika ist Polygamie nichts Ungewöhnliches. Der jetzige König Mswati III. hat derzeit (Stand 2017) 14 Ehefrauen. Sein Vater König Sobhuza II., der 1982 starb, hatte etwa 70 Frauen und 210 Kinder.

#### Polygamie in Südafrika
Der im Mai 2009 gewählte Präsident Südafrikas, Jacob Zuma, war Südafrikas erster polygamer Staatschef. Er hat vier Ehefrauen.

#### Polygamie in Kenia
Im März 2014 verabschiedete das Parlament Kenias ein Gesetz, das die Polygamie in Kenia legalisiert. Demnach ist es verheirateten Männern erlaubt, sich weitere Ehefrauen zu nehmen. Die Zahl der möglichen Ehefrauen ist dabei nicht festgelegt. Der Ehemann muss seine bisherige(n) Ehefrau(en) weder informieren, noch haben diese ein Einspruchsrecht, wenn der Mann eine neue Frau heiraten will. Insbesondere wegen der fehlenden Verpflichtung, die bisherigen Ehefrauen zu informieren oder sie zu konsultieren (und nicht wegen der Polygamie an sich), protestierten 30 der 69 weiblichen Abgeordneten. Sie wurden jedoch von ihren männlichen Kollegen im 349 Mitglieder zählenden Parlament überstimmt.

### Polygamie in Asien

#### Polygamie in China
Beim Volk der Kham in der Provinz Qinghai Chinas ist Polyandrie zwischen Brüdern und einer Frau verbreitet.

## Polygamie in den Weltreligionen

### Polygamie im Christentum
Sämtliche großen Glaubensrichtungen des Christentums lehnen die Polygamie ab. Sie ist deshalb in so gut wie allen seit langer Zeit christlich geprägten Ländern verboten oder nicht üblich.
Im griechischen Kulturraum, in dem sich das Christentum zuerst ausbreitete, war die Polygamie, im Sinne mehrerer Eheschließungen mit freien und ebenbürtigen Frauen, damals schon seit einigen Jahrhunderten praktisch vollständig verschwunden, auch wenn Konkubinate mit Sklavinnen weit verbreitet waren. Die sich verbreitende christlichen Theologie predigte die Monogamie, obwohl eine polygame Praxis einiger früher biblischer Patriarchen überliefert war. Seit sich der neue Glaube in neue Kulturkreise auszubreiten begann, spielte jedoch die Frage der Mehrehe immer wieder eine Rolle. In früheren Zeiten war dies etwa bei Normannen und anderen Germanen der Fall, die die Mehrehe auch nach ihrer Christianisierung noch jahrhundertelang weiterpflegten. Auch der christliche Kaiser Karl der Große hatte, wie verschiedene andere germanisch-christliche Fürsten seiner Zeit, mehrere Ehefrauen und Nebenfrauen.
In christlichen Reformbewegungen spielte die Polygamie-Frage durch die Jahrhunderte hindurch immer wieder eine Rolle. So riet Martin Luther während der Reformation dem Landgrafen Philipp von Hessen, seine Zweitehe (eine morganatische Ehe) der öffentlichen Ordnung willen geheim zu halten (siehe Legendenhafter Hintergrund). Die „Wiedertäufer von Münster“ (Anabaptisten) praktizierten Polygamie, allerdings überlebte diese Praxis die Niederlage von 1535 nicht in öffentlich sanktionierter Form.
Seit dem 19. Jahrhundert wurde die Polygamie bei den Mormonen, die am Rande des Christentums angesiedelt sind, praktiziert. Einige mormonische Splittergruppen halten bis heute an ihr fest (siehe Abschnitte: Polygamie im Mormonentum sowie Polygamie in den Vereinigten Staaten von Amerika). In einigen Ländern mit christlichem Hintergrund spielt Polygamie bis heute eine Rolle. Beispiele sind die Philippinen, verschiedene pazifische Länder wie Papua-Neuguinea und Fidschi oder weite Teile Afrikas. Polygamisten in diesen Ländern sind allerdings in der Regel nicht in besonderen Kirchen oder Gruppen organisiert. Hier wird Polygamie oft als Relikt der vorchristlichen Zeit angesehen; anders in Nordamerika, wo es kleine polygame Kirchen und andere Gruppen gibt.
Die römisch-katholische Kirche hat sich gegen jede rechtliche Duldung der Vielehe gewandt. Die mit der Vielehe verbundenen Probleme dürften weder im Namen der Religionsfreiheit gerechtfertigt noch aus einem „falsch verstandenen Multikulturalismus“ kleingeredet werden.

#### Polygamie und die Bibel
Die Polygamie wird im Alten und Neuen Testament nirgends grundsätzlich verurteilt. Die Ehe als fundamentale gesellschaftliche Institution wird sogar in Bezug auf das Verhalten eines Ehemannes zu mehreren Ehefrauen (Polyandrie war nicht vorgesehen) im Alten Testament eingehend geregelt.
In bestimmten Fällen wie der Leviratsehe (Dtn 25,5–10 ) ist eine Ehe mit der Ehefrau des kinderlos vorverstorbenen Bruders ungeachtet allenfalls weiterer Ehen sogar ausdrücklich vorgeschrieben, um die Erbfolge des verstorbenen Bruders zu sichern. Dies ist das Thema der Geschichte von Juda und Tamar (Gen 38 ). Von der Leviratsehe kann abgesehen werden, wenn die Ehefrau des verstorbenen Bruders ausdrücklich auf dieses ihr zustehende Recht verzichtet.
Die gleichzeitige Verheiratung gottgefälliger Männer mit mehreren Frauen war dabei im Alten Testament für Männer mit ausreichendem Einkommen neben der sexuellen Vereinigung mit Dienerinnen und anderen Frauen tieferen Standes nichts Außergewöhnliches. So zeugte Jakob die Häupter der späteren zwölf Stämme mit den zwei verschwisterten Ehefrauen Rahel und Lea sowie mit deren beiden Dienerinnen. Allerdings kamen damals bereits Probleme auf, wenn sich die Frauen nicht miteinander vertrugen, die zum Teil Vertreibungen verursachten (beispielsweise der Dienerin Hagar auf Betreiben von Sarah als erste Ehefrau von Abraham). König David hatte ebenfalls gleichzeitig mehrere Ehefrauen neben den Dienerinnen. Auf die Spitze trieb es Salomon mit 1000 Ehefrauen und Geliebten, was dann auch den Propheten zu viel schien.
Jesus Christus verurteilte die Polygamie weder in einer überlieferten Äußerung, noch billigte er sie in seinen Auseinandersetzungen mit den Pharisäern und Sadduzäern.  Wahrscheinlich war sie in Jerusalem nicht die Regel oder sogar gänzlich außer Gebrauch gekommen. In den neutestamentlichen Voraussetzungen wird die Ehe mit explizit einer Frau gefordert (1. Tim 3,2; Tit 1,6).
Die frühe katholische Kirche übernahm bald das römisch-hellenistische Verständnis einer monogamen ehelichen Beziehung. Mindestens seit der Scholastik gilt dabei die alttestamentliche Praxis gar als objektiv naturrechtswidrig. Durch göttliche Dispens sei die Mehrehe damals vorübergehend erlaubt gewesen; an der Heiligkeit der alttestamentlichen Vorbilder wie Jakob, die von dieser Dispens Gebrauch gemacht haben, besteht jedoch kein Zweifel.

### Polygamie im Mormonentum
Die Mehrfachehe (englisch: „plural marriage“) ist eine Art der Polygamie, die von Joseph Smith, dem Gründer der Religionsgemeinschaft „Kirche Jesu Christi der Heiligen der Letzten Tage“ (auch „Rocky-Mountain-Heilige“), und einigen seiner engsten Vertrauten gelebt wurde. Unter Brigham Young wurde sie zunehmend auch den einfachen Mitgliedern der Kirche nahegelegt. In der mormonischen Hauptkirche wurde sie 1890 de jure und in den beiden folgenden Jahrzehnten auch de facto abgeschafft. Allerdings besteht die Polygynie in einigen kleinen fundamentalistischen Mormonengruppierungen wie der Fundamentalistischen Kirche Jesu Christi der Heiligen der Letzten Tage in ca. 30.000 bis 50.000 Familien in Utah bis heute fort.

### Polygamie im Islam

#### Klassisches islamisches Recht
Nach dem klassischen islamischen Recht wird die Polygamie (arabisch تعدد الزوجات, DMG taʿaddud az-zauǧāt) als erlaubt angesehen, allerdings ist die maximale Zahl der Ehefrauen auf vier beschränkt. Der Mann hat dabei jeder seiner Ehefrauen einen eigenen Haushalt und eigenes Vermögen einzurichten sowie eine Mitgift zu geben. Oft pflegen die Frauen keinen engen Kontakt untereinander, sondern leben getrennt in jeweils eigenen Wohnungen oder Zimmern, manchmal auch an verschiedenen Orten. Zuweilen untersagen gesetzliche Regelungen jenen Männern, die nicht jeder Frau einen eigenen Hausstand einrichten können, die Polygamie. Grundlage für die Beschränkung der Mehrehe auf vier Frauen ist Sure 4:3:

„Und wenn ihr fürchtet, den Waisen nicht gerecht werden zu können, nehmt euch als Frauen, was euch gut erscheint, zwei oder drei oder vier. Doch wenn ihr fürchtet, ihnen nicht gerecht werden zu können, heiratet nur eine …“

In Sure 4:3 und dem vorangehenden Vers geht es um die Vermählung mit Waisen. Die Vormunde verwaister Mädchen erlangen, insbesondere zur Zeit der Niederschrift des Korans, einen Vorteil, falls die Mündel heiraten wollen. Als ihre Vormunde konnten sie versucht sein, die Anvertrauten, ohne ein ausreichendes Brautgeld zu entrichten, zu heiraten, indem sie das Erbe für sich beanspruchten. Der Koranvers besagt im Kontext, dass Männer, die befürchten, die anvertrauten Waisen, die sie zur Frau nehmen möchten, möglicherweise nicht gerecht behandeln zu können, sich andere Frauen nehmen können, die dann nicht verwaist, sondern frei sein sollen, die Familien oder Vormunde zur Seite haben, die sie beschützen können. Allerdings ist auch eine andere Deutung möglich: Falls ein Mann, der für eine anvertraute Waise verantwortlich ist, befürchtet, diese nicht gerecht behandeln zu können, kann er seiner Frau bzw. seinen Frauen die Aufgabe übertragen, sich um die Mündel zu kümmern.
Dabei ist zu beachten, dass es sich hierbei um Vollwaisen handelt, die weder Vater noch Mutter noch sonstige enge Verwandte haben, die die Vormundschaft übernehmen könnten. Denn diese Personen besaßen zur Zeit der Abfassung des Koran einen besonders niedrigen sozialen Status und keine heute mehr rekonstruierbaren Rechte, soweit sie nicht vom Vormund eingeräumt wurden. Den Rahmen für das rechtliche Verhältnis zwischen ihnen legen die Verse 4:23–24 fest, die den Frauen einen Mann nach islamischem Recht nach 4:3 zu ehelichen erlauben.

#### Debatten und Rechtsreformen
Um die Wende zum 20. Jahrhundert sprachen sich verschiedene muslimische Frauenrechtler gegen die Polygamie aus. So trug der Ägypter Qāsim Amīn in seiner 1899 veröffentlichten Schrift „Die Befreiung der Frau“ die Auffassung vor, dass der Koran die Polygamie eigentlich verbiete. Dabei berief er sich auf Sure 4:129:

„Und ihr könnt zwischen den Frauen keine Gerechtigkeit üben, so sehr ihr es auch wünschen möget.“

In Verbindung mit dem Gebot der Gleichbehandlung nach 4:3 und Argumenten aus dem näheren Kontext schlussfolgerte er, dass eine Mehrehe nur in wenigen, besonders außergewöhnlichen Situationen erlaubt sei; als Beispiel wird Männermangel infolge eines Krieges genannt. Grundsätzlich sei jedoch die Einehe vorzuziehen. Nach dem traditionellen Verständnis verbietet 4:129 Polygamie nicht, sondern weist den Mann nur an, alle seine Frauen gerecht zu behandeln, auch wenn er sie nicht alle in gleicher Weise wird lieben können oder für sie das Gleiche empfinden wird. Dies wird der Fortsetzung in Sure 4:129 entnommen:

„Aber neigt euch nicht gänzlich (einer) zu, so dass ihr die andere gleichsam in der Schwebe lasset. Und wenn ihr es wiedergutmacht und gottesfürchtig seid, so ist Allah allverzeihend, barmherzig.“

Im Osmanischen Reich veröffentlichte die Schriftstellerin Fatma Aliye (1862–1936), Tochter des Staatsmanns Ahmed Cevdet Pascha und Pionierin des osmanischen Feminismus, 1898/99 ihr Werk Taʿaddüd-i Zevcat Ẕeyl, in dem sie ihren Protest gegen die Polygamie zum Ausdruck brachte. Nur bei besonderen Bedingungen sollte ihrer Auffassung nach die Polygamie noch erlaubt sein. Für Fatma Aliye war der Kampf gegen die Polygamie Teil eines notwendigen Modernisierungsprozesses, dem sich die osmanische Gesellschaft unterziehen sollte. Einige Zeit später war die Polygamie erneut Gegenstand einer Debatte, an der diesmal die beiden Religionsgelehrten Mansurizâde Sait (1864–1923) und Babanzâde Ahmet Naim (1872–1934) teilnahmen. Während Mansurizâde 1914 in einem Zeitungsartikel die Auffassung vortrug, dass die türkische Regierung die Polygamie verbieten sollte und ein solches Verbot auf der Basis des islamischen Rechts auch möglich sei, wies Babanzâde diese Auffassung zurück, mit der Begründung, dass die Sunna des Propheten und der Konsens der Umma die Polygamie legitimierten.
Mit der Familienrechtsverordnung von 1917 wurde die Polygamie im Osmanischen Reich eingeschränkt. Die Frau konnte nun im Rahmen des Ehevertrags die Bedingung stellen, dass ihr Ehemann nicht weitere Ehefrauen heiratet. Wenn er dies doch tat, musste eine der beiden Frauen geschieden werden. Auch danach ebbte die Polygamiediskussion aber nicht ab. Nachdem der Literat Cenap Şehabettin 1921 in einem Artikel argumentiert hatte, dass Polygamie weder zum Glauben noch zu den vorgeschriebenen Handlungen des Islams gehörte, wurde er von dem Religionsgelehrten  İskilipli Atıf Hoca (1876–1926) scharf angegriffen. Dieser meinte, dass eine Forderung nach Aufhebung der Polygamie gleichbedeutend sei mit einer Kriegserklärung gegen den Islam. Mit dem Türkischen Zivilgesetzbuch von 1926 wurde die Polygamie in der Türkei aber endgültig abgeschafft.

#### Heutige Situation
Die berühmteste Person der Polygamie im Islam ist sicherlich der ehemalige saudische König Abd al-Aziz ibn Saud, der Schätzungen zufolge 3000 Frauen in seinem Harem gehabt haben soll, zu dem neben Ehefrauen auch Konkubinen, Töchter und Sklavinnen gezählt werden. 81 Kinder von 17 verschiedenen Ehefrauen sind staatlich anerkannt. Am häufigsten wird die Mehrehe in Westafrika unter Muslimen sowie in einigen arabischen Staaten praktiziert. In anderen vom Islam dominierten Regionen ist sie weniger häufig.

### Polygamie im Judentum
Die Polygamie war im aschkenasischen Judentum bis etwa um das Jahr 1000 erlaubt. Danach legte der einflussreiche Rabbiner Gerschom ben Jehuda in einem Gutachten zum Schutz vor der hauptsächlich monogame Vorstellungen vertretenden christlichen Umgebung fest, dass polygame Ehen nur mit Zustimmung von 100 Rabbinern zu schließen seien, was in der Praxis einem Verbot gleichkam. Im sephardischen und orientalischen Judentum war sie bis ins 20. Jahrhundert üblich, heute sind die Sepharden aber häufig in westliche Länder wie Frankreich und Kanada gezogen, wo die Polygamie verboten ist, oder nach Israel, wo die bei der Einwanderung vorhandenen Vielehen anerkannt wurden, die Schließung neuer Vielehen aber verboten wurde.
In keiner bekannten orthodoxen Strömung der aschkenasischen Juden wird die Polygamie heute gerechtfertigt oder praktiziert. Auch der Lubawitscher Rebbe Menachem Mendel Schneerson hat nur die theologische Erlaubtheit gerechtfertigt, aber nicht die praktische; seine Anhänger leben durchgängig monogam. Dieselbe Situation herrscht bei den orthodoxen Sepharden, beispielsweise den Anhängern der Schas-Bewegung.

### Polygamie im Hinduismus
Im Hinduismus ist Polygamie nicht erlaubt, ausdrücklich verboten wurde sie für alle Hindus in Indien mit dem Hindu Marriage Act von 1955. Zuvor war traditionell eine Zweitfrau unter bestimmten Umständen erlaubt, wenn die erste Frau keine Söhne bekam. Das Wohlergehen eines Verstorbenen im Jenseits wurde davon abhängig gemacht, dass ihm der erstgeborene Sohn Opfer darbrachte. Auch Polyandrie gab es lokal, besonders unter den Nayars im südindischen Bundesstaat Kerala sowie in Kinnaur im Vorhimalaya.

### Polygamie im Buddhismus
Der Buddhismus hat verschiedene Ausprägungen, im Westen passt er sich der Kultur an. Es geht darum, möglichst wenig Leid zu verursachen. Allgemeine Äußerungen zu Polygamie sind nicht bekannt.
In der alten buddhistischen tibetischen Kultur, die bis zu der chinesischen Besetzung andauerte, war sowohl die Polygynie – ein Mann mit mehreren Frauen verheiratet – als auch die Polyandrie – eine Frau mit mehreren Männern verheiratet – toleriert. Dies wird gelegentlich auch heute noch praktiziert. Aus der ethischen Sicht des Buddhismus heraus ist es unumgänglich, dass eine Beziehung von allen Seiten freiwillig eingegangen wird. Nicht selten wurden solche Verbindungen jedoch aufgrund wirtschaftlicher Notwendigkeiten eingegangen.